# Loxosceles smithi
Loxosceles smithi är en spindelart som beskrevs av Simon 1897. Loxosceles smithi ingår i släktet Loxosceles och familjen Sicariidae.
Artens utbredningsområde är Etiopien. Inga underarter finns listade i Catalogue of Life.